# Strongylognathus pisarskii
Strongylognathus pisarskii é uma espécie de insecto da família Formicidae.
É endémica de Itália.